# Wildenberg
Wildenberg là một đô thị thuộc huyện Kelheim, bang Bayern, Đức. Đô thị này có diện tích 18,13 km2.